# Brussels Athletic Club
Brussels Athlétic Club of kortweg Brussels AC opgericht in 1925 was de oudste basketbalploeg in België aangesloten bij de Koninklijke Belgische Basketbalbond met het stamnummer 1. Brussel AC veroverde de landstitel na de organisatie van de eerste competitie in het seizoen 1927/28. 
De club won viermaal de landstitel.

## Palmares
- Belgisch kampioen

winnaar (4x): 1928, 1930, 1931, 1933